# Mario Almirante
Mario Almirante (* 18. Februar 1890 in Molfetta; † 30. September 1964 in Rom) war ein italienischer Regisseur und Schauspieler besonders der Stummfilmära.

## Leben
Almirantes Vorfahren waren bis zum Ende des Ancien Régime Herzöge von Cerza Piccola (Cercepiccola) in Molise. Schon sein Großvater, Pasquale (1799–1863), und sein Vater, Nunzio (1837–1906), lebten von der Schauspielerei und auch Marios Geschwister Giacomo (1875–1944), Ernesto (1877–1964) und Luigi (1886–1963) ergriffen diesen Beruf, ebenfalls seine Cousine Italia Almirante Manzini. Er begann als Bühnenschauspieler, wo er mit bekannten Schauspielgrößen wie Eleonora Duse und Ruggero Ruggeri zusammenarbeitete, bis er 1920 ins Filmgeschäft als Regisseur wechselte. Er drehte etwa 15 Filme in dieser Ära. Nach Aufkommen des Tonfilms und wenigen weiteren Filmen zog er sich 1933 wieder davon zurück. Er arbeitet später als Synchronregisseur.
Sein Sohn Giorgio gründete 1946 die neofaschistische Partei Movimento Sociale Italiano (MSI).

## Filmografie (Auswahl)
- 1920: Der Mord an Denis Garros (Il rosario della colpa)
- 1923: Il povero fornaretto di Venezia
- 1928: Il carnevale di Venezia
- 1933: Fanny (italienische Version)